# Alamo (Geórgia)
Alamo é uma cidade localizada no estado americano de Geórgia, no Condado de Wheeler.

## Demografia
Segundo o censo americano de 2000, a sua população era de 1943 habitantes.
Em 2006, foi estimada uma população de 2630, um aumento de 687 (35.4%).

## Geografia
De acordo com o United States Census Bureau tem uma área de
5,0 km², dos quais 5,0 km² cobertos por terra e 0,0 km² cobertos por água. Alamo localiza-se a aproximadamente 70 m acima do nível do mar.

## Localidades na vizinhança
O diagrama seguinte representa as localidades num raio de 20 km ao redor de Alamo.